# Aberri Eguna

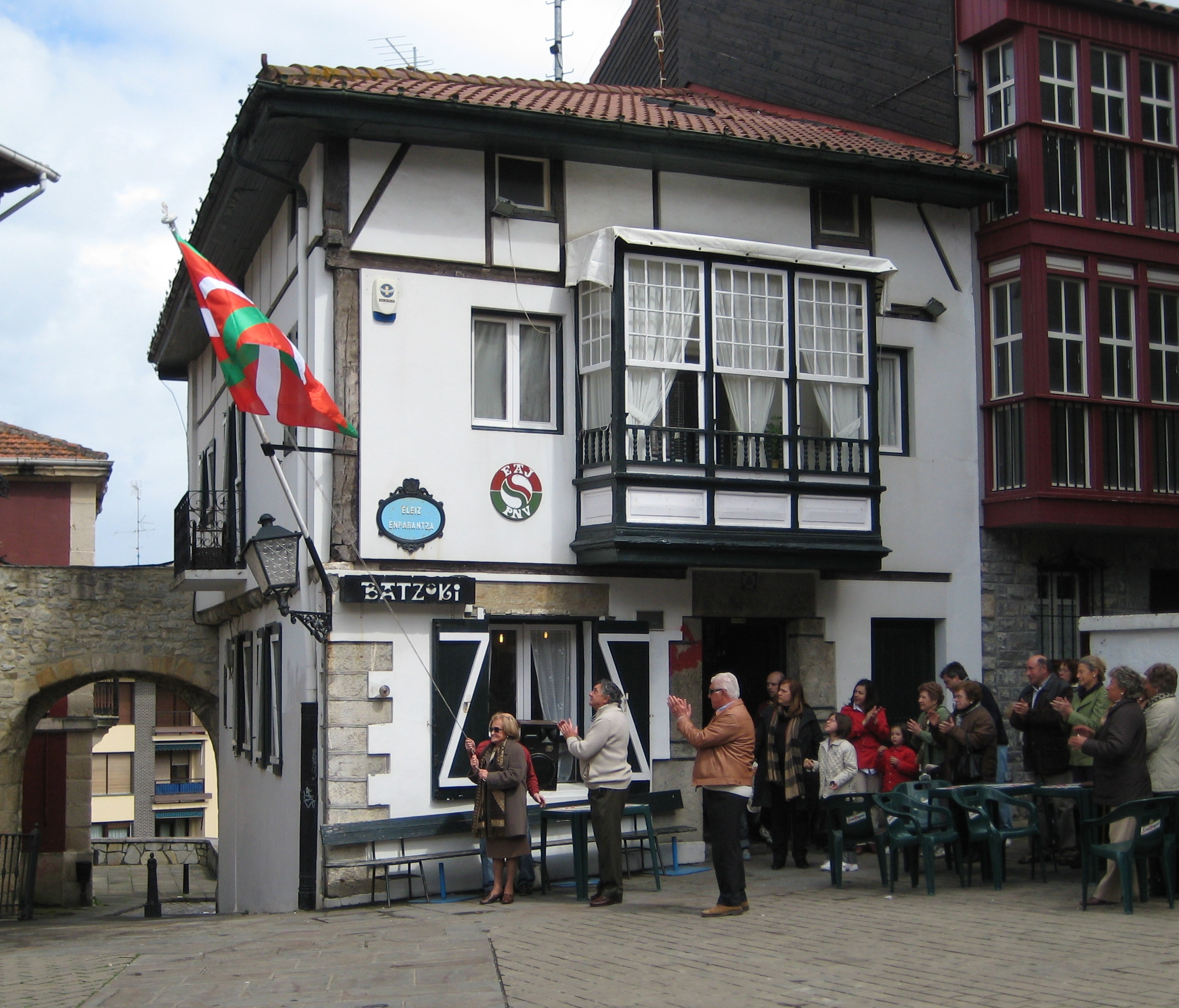
Moment de celebració de l'acte

L'Aberri Eguna (significa en èuscar dia de la pàtria), fent referència a la pàtria basca, és una celebració festiva del nacionalisme basc que es convoca anualment el diumenge de Pasqua als territoris d'Euskal Herria i la diàspora repartida pel món sencer. La pàtria basca compren el País Basc.
Va ser convocada per primer cop pel Partit Nacionalista Basc el 1932. Ocasionalment hi han participat partits d'esquerres no vinculats al nacionalisme basc, fonamentalment durant la transició política espanyola.

## Origen de l'Aberri Eguna
El Partit Nacionalista Basc ha sostingut tradicionalment que la institucionalització de l'Aberri Eguna el Diumenge de Pasqua de 1932 commemorava el 50 aniversari del «descobriment» de Sabino Arana, fundador del Partit Nacionalista Basc (PNB) i pare del nacionalisme basc, de la seva condició de biscaí (basc) i no espanyol. Segons la tradició, Luis Arana, germà de Sabino Arana, va fer un viatge el 1882, portant una insígnia foral. Un santanderí que viatjava amb ell el va interpel·lar en veure la insígnia foral i li va dir una cosa que resultaria transcendental:
| « | Doncs mira, això és el que no entenc bé. Si els biscaïns sou espanyols i la vostra pàtria és Espanya, no sé com voleu gaudir d'uns furs que els altres espanyols no tenen i eludir obligacions que a tots els espanyols han de comprendre per igual davant de la pàtria comuna. Gaudint dels furs no serviu en l'exèrcit espanyol, ni contribuïu amb diners al Tresor de la pàtria. No sou bons espanyols... | » |

Luis va admetre el raonament del santanderí i es va qüestionar si era espanyol o només biscaí i va arribar a la conclusió que només era biscaí. Aquell mateix any va comentar el seu transcendental descobriment al seu germà Sabino Arana —que en aquell temps es trobava a casa convalescent de tuberculosi i es considerava carlista–, el qual també va arribar a la mateixa conclusió. Aquell dia en el qual Sabino Arana «va descobrir» el nacionalisme basc és el que es commemora amb l'Aberri Eguna. Segons la tradició del PNB, la conversa entre els germans Arana es va produir el diumenge de Pasqua de 1882. Aquesta afirmació es basa en un suposat escrit que va deixar Sabino Arana en el qual afirmava:
| «              | Però el Diumenge de Resurrecció de 1882, ¡beneït el dia en què vaig conèixer la meva pàtria!... | » |
| — Sabino Arana |                                                                                                 |   |

Tanmateix, a causa de la falta de proves, actualment aquesta datació no es considera fiable. Alguns historiadors consideren que els líders nacionalistes van fer coincidir l'Aberri Eguna amb el Diumenge de Resurrecció en un intent de dotar a la festa d'un major simbolisme, incidint en el caràcter profundament catòlic del nacionalisme basc davant el secularisme de la Segona República Espanyola. No s'ha d'oblidar el simbolisme del descobriment d'Arana, considerat pels nacionalistes bascos com la resurrecció de la nació basca.

## El primer "Aberri Eguna" (1932)
La celebració va tenir lloc després de la instauració de la Segona República Espanyola. El catalanisme comptava amb la celebració de la "Diada" ja des de 1889 i el nacionalisme gallec amb el "Dia de la Pàtria Gallega" des de 1919.
El primer Aberri Eguna, va congregar a 60.000 persones i va ser convocat a Bilbao pel Partit Nacionalista Basc el 27 de març de 1932, Diumenge de Pasqua, i va consistir en una manifestació que partia del "Sagrat Cor" fins a finalitzar el recorregut a la casa natal de Sabino Arana, Sabino Etxea; rehabilitada el 1931 com a seu del PNB a Bilbao, on Luis Arana va descobrir una placa commemorativa de l'esdeveniment.
A l'any següent, 1933, va ser la ciutat de Donòstia la que va acollir la concentració festiva amb el lema "Euzkadi-Europa", on va intervenir José Antonio Aguirre i Telesforo de Monzón. El 1934 es va celebrar a Vitòria i va comptar amb la presència de Manuel de Irujo. El 1935, durant el bienni radical-cedista, es va celebrar a Pamplona. Tanmateix, la manifestació comptava amb l'oposició del govern i de la dreta navarresa i per poder aconseguir el permís governatiu necessari, es va haver de canviar el seu nom pel d'"Euzko Eguna" (dia Basc), així com la seva data de celebració, realitzant-se diversos actes polítics i folklòrics en el frontó "Euskal Jai" i a la plaça de braus. L'inici de la guerra civil el juliol de 1936, va comportar que no hi hagués una celebració unitària en una localitat determinada, encara que es va festejar l'efemèride realitzant actes menors en diversos llocs.

## Les celebracions després de la guerra civil
Durant la dictadura franquista (1937- 1975) va ser un esdeveniment proscrit a Espanya i que només a mesura que transcorria el temps va anar celebrant-se, sempre com una jornada reivindicativa i de lluita per la llibertat. Només a Iparralde, després del final de la Segona Guerra Mundial, el PNB i el Govern Basc a l'exili van poder continuar mantenint aquesta celebració.
El 1947 es va produir la primera concentració significativa, a Bilbao. Poc després, l'1 de maig, Biscaia va ser l'escenari d'una vaga general al sector metal·lúrgic, que també va ser recolzada pel PNB, que va mobilitzar uns 50.000 obrers i va acabar amb l'ocupació de Bilbao per part de l'exèrcit, quatre mil detinguts i la desarticulació dels comitès locals de la UGT i la CNT.
El 1963, per primera vegada en la història, un grup d'Iparralde, Enbata, convoca una celebració de l'Aberri Eguna al marge del PNB.
A partir de 1964, les convocatòries se celebren ja a Espanya, sempre sota la pressió policial. Aquell any, la localitat elegida va ser Guernica, amb una assistència que va desbordar les previsions del PNB. El 1965, Bergara va ser l'escenari, amb els accessos a la ciutat tallats per la policia franquista, traslladant-se a Vitòria l'any següent. Aquell any, 1966, ETA va efectuar la seva primera convocatòria, a Irun i Hendaia. El 1967 es va realitzar a la cèntrica Gazteluko Plaza de Pamplona, amb unes mesures de seguretat severes, desembocant en una càrrega policial i la detenció de més de 300 participants. Altres fites significatives de l'Aberri Eguna va ser la celebració conjunta d'EGI i ETA el 1969 o la primera celebració conjunta celebrada a Baiona (França) el 1972, amb l'assistència, entre d'altres, del Partit Nacionalista Basc, ELA-STV, EGI, ETA, o Enbata.
A la darreria de la dictadura i durant la Transició va ser adoptat per tots els partits nacionalistes bascos i pels no nacionalistes d'esquerres com a festa de la pàtria basca, o dia nacional del País Basc, així el 1975, a Guernica, en la convocatòria conjunta van assistir personalitats internacionals, essent algunes d'aquestes també detingudes per la policia.
El 1978 es va produir una històrica convocatòria conjunta que va reclamar un Estatut d'autonomia per al País Basc. Després de les primeres convocatòries conjuntes, a mesura que s'anava enrarint l'ambient polític al País Basc, aquestes es van anar trencant. El PSE-PSOE va deixar de celebrar l'Aberri Eguna després de l'edició de 1979, encara que recuperés la festa de forma efímera quan es va fusionar amb Euskadiko Ezkerra el 1993.

## L'"Aberri Eguna" en l'actualitat
Actualment les convocatòries solen ser de caràcter partidista, sent una festa no oficial que celebren principalment els partits i les organitzacions nacionalistes basques. També se celebra a l'exterior de les seus dels partits esmentats.
En els últims anys el PNB celebra el seu acte a la plaça nova de Bilbao, mentre que Eusko Alkartasuna ho fa a la plaça del mercat de Gernika. Nazio Eztabaidagunea, en el qual participen els sindicats ELA i LAB, així com EA, realitzen una marxa entre les localitats frontereres d'Irun i Hendaia; Aralar també s'afegeix a aquesta última convocatòria. L'esquerra abertzale i el moviment Independentistak solen convocar els darrers anys als seus simpatitzants a la ciutat de Pamplona.